# Garbatka-Dziewiątka
Garbatka-Dziewiątka (prononciation : [ɡarˈbatka d͡ʑeˈvjɔntka]) est un village polonais de la gmina de Garbatka-Letnisko dans le powiat de Kozienice de la voïvodie de Mazovie dans le centre-est de la Pologne.

## Histoire
De 1975 à 1998, le village appartenait administrativement à la voïvodie de Radom.